# Dariusz Dźwigała
Dariusz Bogusław Dźwigała (ur. 22 marca 1969 w Warszawie) – polski piłkarz występujący na pozycji pomocnika, a obecnie trener piłkarski. Rozegrał w polskiej ekstraklasie 268 spotkań i strzelił 34 bramki. Występował w reprezentacji Polski w piłce nożnej halowej 5-osobowej.

## Kariera piłkarska

### Początki kariery
Dźwigała jest wychowankiem Drukarza Warszawa. W wieku szesnastu lat przeniósł się do Polonii Warszawa. Od początku 1989 roku reprezentował barwy, także stołecznej, Gwardii, by po półtora roku przenieść się na sezon do Ursusa Warszawa. Latem 1991 powrócił do Polonii. W 1993 roku zadebiutował w jej barwach w I lidze. W sumie w sezonie 1993/1994 rozegrał 31 meczów i strzelił pięć goli na najwyższym szczeblu rozgrywek w Polsce. Przez następne 18 miesięcy grał dla „Czarnych Koszul” w ówczesnej II lidze, a z początkiem 1996 roku wyjechał do Izraela.

### Wyjazd do Izraela i powrót do Polski
Przez pół roku występował w Hapoelu Kefar Sawa. W jego barwach rozegrał siedem meczów w izraelskiej ekstraklasie i zajął w niej 12. pozycję na koniec rozgrywek. Po zakończeniu sezonu powrócił do Polski i związał się kontraktem z Hetmanem Zamość.

### Gra na Śląsku
Do Górnika Zabrze trafił w listopadzie 1996 roku. Debiutował 23 listopada w meczu przeciwko Amice Wronki. Pierwszego gola dla zabrzan zdobył 19 kwietnia 1997 pokonując bramkarza Sokoła Tychy. W sumie w sezonie 1996/1997 rozegrał siedemnaście meczów, zdobył dwie bramki i trzykrotnie został upomniany przez sędziów żółtymi kartkami, a jego klub zajął 13. miejsce w tabeli.
W następnych rozgrywkach zabrzanie zajęli 8. pozycję, a Dźwigała rozegrał 27 meczów i strzelił 3 bramki.
Sezon 1998/1999 rozpoczął jeszcze jako piłkarz Górnika, jednak po rozegraniu trzynastu spotkań, w których zanotował jedno trafienie odszedł do GKS-u Katowice. W Katowicach spędził rundę wiosenną sezonu 1998/1999, w której rozegrał 9 meczów, a GKS zajął ostatnie miejsce w tabeli i spadł do II ligi.
Na kolejne pół roku Dźwigała powrócił do Górnika Zabrze. Rozegrał 15 meczów ligowych nie strzelając żadnej bramki i definitywnie rozstał się z klubem. Przygodę z zabrzańskim klubem zakończył rozegrawszy 72 spotkania i strzeliwszy 6 goli. Kilkukrotnie był kapitanem drużyny.

### Pogoń Szczecin i wyjazd do Turcji
Od 2000 roku grał w Pogoni Szczecin. W barwach „Portowców” zadebiutował 5 marca w wygranym 1-0 spotkaniu przeciwko Dyskobolii Grodzisk Wielkopolski. Już dziesięć dni później zdobył swoją pierwszą bramkę w nowym klubie. W 29' minucie meczu w Olsztynie przeciwko tamtejszemu Stomilowi pokonał Zbigniewa Małkowskiego ustalając tym samym wynik spotkania na 1-1. W sumie rozegrał w tym sezonie 16 spotkań i strzelił 4 bramki, czym pomógł drużynie w utrzymaniu się w I lidze.
Kolejne rozgrywki Pogoń zakończyła jako wicemistrz Polski i tym samym uzyskała prawo startu w pierwszej rundzie kwalifikacyjnej Pucharu UEFA. Do tego osiągnięcia walnie przyczynił się Dariusz Dźwigała, który w 22 spotkaniach strzelił 3 bramki. W tamtych rozgrywkach warszawianin często był napominany przez sędziów kartkami, w sumie obejrzał 10 żółtych i jedną czerwoną.
W następnym sezonie szczecinianie odpadli już w pierwszej rundzie kwalifikacyjnej Pucharu UEFA przegrywając 3-2 w dwumeczu z islandzkim Fylkir Reykjavík. Obie bramki dla polskiej drużyny zdobył właśnie Dźwigała. W rozgrywkach ligowych zagrał w sumie 19 razy i zdobył 4 bramki, przy czym występy te były przedzielone siedmioma meczami w tureckim zespole Diyarbakirspor Kulübü, które wychowanek Drukarza Warszawa rozegrał jesienią 2001 roku.
W Szczecinie Dźwigała spędził również połowę następnego sezonu, w którym to zagrał w sześciu spotkaniach i zdobył dwie bramki.

### Powrót do Polonii
W 2003 roku Dźwigała po raz drugi został zawodnikiem Polonii Warszawa. Przez pierwsze pół roku zagrał 11 meczów i ani razu nie trafił do siatki przeciwnika. W sezonie 2002/2003 Polonia zajęła ósme miejsce, a były klub pomocnika „Czarnych Koszul”, Pogoń Szczecin, spadł z ligi.
Rozgrywki sezonu 2003/2004 Dariusz Dźwigała już w całości spędził w jednej drużynie. Rozegrał 23 mecze ligowe, w których strzelił 6 goli, a Polonia zajęła 11. miejsce w tabeli. Warszawianie uczestniczyli także w rozgrywkach Pucharu Intertoto, ale odpadli w pierwszej rundzie ulegając kazachskiemu Tobołowi Kustanaj (Dariusz Dźwigała zagrał tylko w przegranym 1-2 meczu rewanżowym).
W kolejnym sezonie klub Dźwigały zajął dziesiąte miejsce w rozgrywkach I ligi, a on sam rozegrał 23 spotkania, w których dwukrotnie trafiał do siatki rywala.
Po zakończeniu następnych rozgrywek „Poloniści” spadli do ówczesnej II ligi, a Dźwigała rozegrał w tamtym sezonie 28 meczów i zdobył 2 bramki. Również dwa trafienia zaliczył w trzech spotkaniach Pucharu Polski. Po sezonie 2005/2006 zarząd „Czarnych Koszul” nie przedłużył z nim kontraktu.

### Start Otwock
W lipcu 2006 roku trafił do Startu Otwock (razem z nim z Warszawy do Otwocka przenieśli się: trener Cezary Moleda oraz Igor Gołaszewski). W pierwszym sezonie gry w Starcie był podstawowym zawodnikiem drużyny, w drugim grywał już sporadycznie. Od początku 2008 roku, po odejściu trenera Moledy, był w klubie grającym szkoleniowcem. Jeszcze w tym sezonie poprowadził otwocczan do triumfu w rozgrywkach ówczesnej IV ligi, co dawało możliwość gry w barażu o awans do „nowej” II ligi. W końcówce pierwszego meczu barażowego przeciwko Stali Niewiadów Dźwigała osobiście pojawił się na boisku i był to jego ostatni mecz w zawodowym futbolu.

### Styl gry
Dźwigała słynął z precyzyjnych i atomowych strzałów z dystansu, jego wizytówką były fantastycznie wykonywane rzuty wolne, z których w swojej karierze zdobył wiele bramek.

## Kariera trenerska

### Start Otwock
Od początku 2008 roku Dźwigała był trenerem Startu Otwock (przez pół roku łączył funkcję trenera ze sporadyczną grą w drużynie z Otwocka). Już po sześciu miesiącach pracy szkoleniowca miał w swym dorobku zwycięstwo w ówczesnej IV lidze oraz triumf w dwumeczu barażowym ze Stalą Niewiadów o awans do „nowej” II ligi.
Rozgrywki sezonu 2008/2009 podopieczni Dariusza Dźwigały zakończyli na bardzo wysokim, jak na beniaminka, trzecim miejscu. Lokata ta dawała możliwość gry w barażu o udział w I lidze. W wyniku losowania zawodnicy Startu zmierzyli się z GKS-em Jastrzębie, jednak polegli w dwumeczu 1-2.
Również w następnych rozgrywkach piłkarze Dźwigały do ostatniej kolejki walczyli o awans. Ostatecznie zajęli jednak dopiero piątą pozycję. Mimo wszystko sezon 2009/2010 był dla trenera Startu bardzo udany, gdyż doprowadził klub do największego sukcesu w ponad osiemdziesięcioletniej historii klubu. Otwocczanie dotarli aż do 1/8 finału Pucharu Polski. W drodze do tego etapu pokonali kolejno: Stal Poniatowa (4-3, po dogrywce), Mazura Karczew (1-0), Podbeskidzie Bielsko-Biała (2-1) oraz ŁKS Łódź (3-2). Zwycięski pochód podopiecznych Dźwigały zakończyli dopiero piłkarze Ruchu Chorzów wygrywając z drugoligowcem 1-0.
Sezon 2010/2011 był dla piłkarzy i trenera Startu katastrofalny. W październiku 2010 roku po serii porażek jego zespołu Dariusz Dźwigała podał się do dymisji, która nie została jednak przyjęta. Otwocczanie zakończyli rozgrywki na ostatnim, osiemnastym miejscu w tabeli, a klub postanowił o zmianie szkoleniowca.

### Radomiak Radom
Do kolejnego sezonu Dariusz Dźwigała przystąpił jako trener piłkarzy Radomiaka Radom. Trenował ten zespół tylko przez pół roku, ale pozostawił go na pierwszym miejscu w tabeli III ligi z sześcioma punktami przewagi nad wiceliderem.

### Jagiellonia Białystok
5 stycznia 2012 roku strona internetowa Jagiellonii Białystok podała, że zespół do rundy wiosennej przygotują Dariusz Dźwigała i Tomasz Hajto. 10 lutego 2012 Komisja ds. Kształcenia i Licencjonowania Trenerów Piłki Nożnej warunkowo przyznała Tomaszowi Hajto oraz Dariuszowi Dźwigale licencję PZPN PRO, która upoważnia ich do prowadzenia drużyn z najwyższych klas rozgrywkowych w Polsce. W związku z tym od 10 lutego 2012 do 30 czerwca 2013 funkcję pierwszego trenera Jagiellonii Białystok sprawował Tomasz Hajto, natomiast drugiego – Dariusz Dźwigała.
W rundzie wiosennej sezonu 2013/2014 prowadził MLKS Victoria Sulejówek.

### Arka Gdynia
W czerwcu 2014 został szkoleniowcem Arki Gdynia. Pod wodzą tego 45-letniego szkoleniowca drużyna wywalczyła w dziewięciu meczach I ligi siedem punktów. Klub w niedzielę 21 września 2014 zdecydował o zakończeniu współpracy z trenerem Dariuszem Dźwigałą.

### Polonia Warszawa
Od 27 października 2014 do 2 stycznia 2015 był szkoleniowcem MKS Polonii Warszawa, grającej wówczas w III lidze. Drużynę poprowadził w dwóch ostatnich kolejkach rundy jesiennej (1 wygrana i 1 remis – z późniejszym zwycięzcą ligi, Radomiakiem).

### Dolcan Ząbki
Od 2 stycznia 2015 jest trenerem I ligowego klubu piłkarskiego Dolcan Ząbki. Na stanowisku szkoleniowca zastąpił Marcina Sasala, który po zakończeniu rundy jesiennej musiał zrezygnować z pracy z powodów rodzinnych. Gdy przejmował drużynę, miała ona w dorobku 26 oczek i plasowała się na 9. pozycji. Debiut w zespole z Mazowsza, Dźwigała może zaliczyć do udanych, bowiem 7 marca 2015 roku jego podopieczni pewnie pokonali na wyjeździe ekipę Miedzi Legnica 3:0. W sezonie 2014/2015 drużyna z Ząbek zajęła ostatecznie 6. miejsce w ligowej tabeli z 50 punktami na koncie. Za pracę w ząbkowskim klubie został wyróżniony przez Polski Związek Piłkarzy tytułem najlepszego trenera 2015 roku na poziomie I. ligi.

### Dalsza kariera
Od 7 czerwca 2016 roku był trenerem Podbeskidzia Bielsko-Biała. Objął tę posadę po Robercie Podolińskim, pod wodzą którego Górale spadli do I ligi. 11 października 2016 Dźwigała rozwiązał umowę z Podbeskidziem. 25 stycznia 2017 Polski Związek Piłki Nożnej przedstawił go jako nowego selekcjonera reprezentacji Polski U-18 i U-19.  Od 14 lipca 2018 roku do 7 października 2018 roku był trenerem Wisły Płock.

## Życie prywatne
Prywatnie Dariusz Dźwigała jest mężem Magdaleny, z którą ma trzech synów. Dwaj z nich również są piłkarzami. Jan (ur. 25 marca 1994) grał pod wodzą ojca w Starcie Otwock, Polonii Warszawa i Victorii Sulejówek, której graczem jest również obecnie. Adam (ur. 25 września 1995) jest piłkarzem niemieckiego FC St. Pauli.